# Bella Bella
Bella Bella, aussi appelé Waglisla (Wágḷísḷa en heiltsuk), est une communauté et réserve indienne canadienne de la Colombie-Britannique située dans la réserve indienne Bella Bella 1 sur la côte est de Campbell Island dans le centre de la côte de la Colombie Britannique, dans le district régional de Central Coast.

## Toponyme
Le nom Bella Bella est dérivé du heiltsuk pḷ́bálá, « pointe de terre étroite ». Lorsque le village est relocalisé entre 1897 et 1903, il est d’abord appelé New Bella Bella pour le différencier du Bella Bella original situé plus au Sud sur la McLoughlin Bay. Le bureau de poste communautaire utilise le nom Waglisla, nom encore utilisé en heiltsuk : Wágḷísḷa, « rivière sur la plage ».